# 326 TCN
326 TCN là một năm trong lịch La Mã.